# 大和田町 (埼玉県)
大和田町（おおわだまち）は、埼玉県北足立郡に存在した町。
1955年（昭和30年）3月1日、片山村との合併による新座町の成立により廃止した。

## 地理
- 埼玉県北足立地域の荒川右岸（旧新座郡域）に位置する。
- 2006年現在における新座市南西・中・北部にあたる。

## 歴史
- 1889年（明治22年）4月1日 - 町村制施行に平行して大和田町と野火止、北野、菅沢、西堀の4箇村が合併し、新座郡大和田町が成立。
- 1896年（明治29年）4月1日 - 新座郡の北足立郡への編入に伴い、所属郡が北足立郡となる。
- 1955年（昭和30年）3月1日 - 片山村と合併し、新座町が成立。大和田町は廃止した。

## 地域

### 教育
- 大和田町立大和田小学校
- 大和田町立西堀小学校
- 大和田町立大和田中学校

## 交通

### 鉄道
- 大和田町廃止当時（1955年3月1日）町内に駅が無く、町北部に東武鉄道東上本線志木駅、町南西部に西武池袋線清瀬駅・東久留米駅がある。